# 2025 Nortia
2025 Nortia è un asteroide della fascia principale del diametro medio di circa 40,23 km. Scoperto nel 1953, presenta un'orbita caratterizzata da un semiasse maggiore pari a 3,1714134 UA e da un'eccentricità di 0,1026116, inclinata di 7,04155° rispetto all'eclittica.
Prende il nome dalla divinità etrusca della fortuna, Nortia.